# Jacob Tengström
Jacob Tengström (4. december 1755 – 26. december 1832) var en finsk ærkebisp og historiker.
Tengström blev student 1771 og 1780 lærer i filosofi ved universitetet i Åbo. Han gjorde sig tidlig bemærket som digter og historisk forfatter og blev efter Porthan bærer af de nationale bestræbelser i landet, hvilket
medførte en udvidelse af hans forfattervirksomhed også til pædagogiske og økonomiske områder. 
Allerede under den svenske tid deltog han som praktisk politiker i forskellige rigsdage i Sverige. Han blev biskop i Åbo 1803 og 1817 Finlands første ærkebiskop. 
Til den nærmeste kreds af unge, som samledes på Pargas præstegård omkring den gamle ærkebiskop, var slægtningen J.L. Runeberg, der senere blev gift med en brordatter af Tengström.